# Haitham de Omán
Haitham bin Tariq al-Busaíd (en árabe: هيثم بن طارق آل سعيد‎;  Mascate, 13 de octubre de 1955) es el sultán de Omán desde que sucedió a su primo y excuñado, el sultán Qabus bin Sa‘īd, tras su muerte el 10 de enero de 2020. Previamente prestó servicio como ministro de Cultura y Patrimonio de Omán, entre 2002 y 2020.
Haitham nació en Mascate y es nieto del sultán Taimur bin Feisal. El sultán Qabus bin Said era primo de Haitham, y Haitham sirvió durante varias décadas en el gabinete de Qabus, más recientemente como ministro de Patrimonio y Cultura. El sultán Qabus lo nombró como su sucesor en su testamento. Haitham fue proclamado sultán el 11 de enero de 2020, horas después de la muerte de Qabus.

## Biografía
Haitham bin Tariq es miembro de la familia real omaní Al Sa‘id y se graduó en 1979 del Programa de Servicio Exterior (FSP) de la Universidad de Oxford.
Fue el primer presidente de la Asociación de Fútbol de Omán a principios de la década de 1980. 
Se desempeñó como subsecretario para Asuntos Políticos del Ministerio de Relaciones Exteriores de 1986 a 1994, y luego secretario general del Ministerio de Relaciones Exteriores (1994-2002). 
En 2002 fue nombrado ministro de Cultura y Patrimonio, cargo ejercido hasta 2020. Usualmente representaba a Omán en el extranjero.
Fue presidente del comité para la visión futura de "Omán 2040", además de ser presidente honorario de la Asociación de Omán para Discapacitados, y presidente honorario de la Asociación de Amistad Omaní-Japonesa.

## Sucesión
Después de la muerte de su primo y exmarido de su hermana Nawwal, el Sultán Qabus el 10 de enero de 2020, Haitham bin Tariq lo sucedió como Sultán de Omán al día siguiente después de prestar juramento antes de una sesión de emergencia del Consejo de Omán en Al-Bustan. 
La televisión estatal de Omán dijo que las autoridades habían abierto la carta del sultán Qabus bin Said nombrando a su sucesor, anunciando en un breve que Haitham bin Tariq Al Sa‘id es el sultán gobernante del país.

## Títulos y distinciones

### Títulos y tratamientos
| ● 13 de octubre de 1954-11 de enero de 2020: | Su alteza el príncipe Haitham bin Tariq |
| ● 11 de enero de 2020-presente:              | Su majestad el sultán                   |

### Distinciones honoríficas omaníes
Civil
- Soberano Gran Maestre de la Orden de Al Sa‘id
- Soberano Gran Maestre de la Orden Civil de Omán
- Soberano Gran Maestre de la Orden del Establecimiento
- Soberano Gran Maestre de la Orden del Sultán Qabus
- Soberano Gran Maestre de la Orden de Reconocimiento del Sultán
- Soberano Gran Maestre de la Orden de Su Majestad el Sultán Qaboos bin Said
- Soberano Gran Maestre de la Orden del Renacimiento
- Soberano Gran Maestre de la Gran Orden del Renacimiento
- Soberano Gran Maestre de la Gran Orden de Honor
- Soberano Gran Maestre de la Orden del Mérito
- Soberano Gran Maestre de la Orden de Al Nu'man
- Soberano Gran Maestre de la Orden de Honor
- Soberano Gran Maestre de la Orden de la Excelencia
- Soberano Gran Maestre de la Orden de la Cultura, la Ciencia y el Arte
- Soberano Gran Maestre de la Orden del Mérito de la Cultura, la Ciencia, las Artes y las Letras
- Soberano Gran Maestre de la Orden del Reconocimiento al Buen Servicio Civil

Militar
- Soberano Gran Maestre de la Orden Militar de Omán
- Soberano Gran Maestre de la Orden Especial Sultán Tughrai
- Soberano Gran Maestre de la Orden Militar del Logro

### Distinciones honoríficas extranjeras
- Miembro de primera clase de la Orden del Rey Abdulaziz (Reino de Arabia Saudita, 24/12/2006).
- Gran Condecoración de Honor por los Servicios a la República de Austria [equivalente a Oficial de 2ª clase] (República de Austria, 31/03/2001).
- Caballero Gran Cruz de la Real Orden Victoriana (Reino Unido, 26/11/2010).[14]
- Collar de la Orden del Rey Abdulaziz (Reino de Arabia Saudita, 11/07/2021).[15]
- Espada del Fundador Jeque Jassim bin Mohammed Al Thani (Estado de Catar, 22/11/2021).[16]
- Caballero Gran Cruz de la Orden de San Miguel y San Jorge (Reino Unido, 15/12/2021).[17]
- Collar de la Orden de Zayed (Emiratos Árabes Unidos, 27/09/2022).[18]
- Caballero Gran Cordón de la Suprema Orden del Renacimiento (Reino Hachemita de Jordania, 04/10/2022).[19]
- Miembro de Clase Excepcional de la Orden del Jeque Isa bin Salman Al Jalifa (Reino de Baréin, 24/10/2022).[20]
- Collar de la Orden del Nilo (República Árabe de Egipto, 21/05/2023).[21]
- Collar de la Orden de Mubarak el Grande (Estado de Kuwait, 06/02/2023).[22]
- Caballero Gran Collar de la Orden de Hussein ibn Ali (Reino Hachemita de Jordania, 22/05/2024).[23]
- Caballero Gran Cordón de la Orden de Leopoldo (Reino de Bélgica, 03/12/2024).[24]
- Caballero Gran Cruz de la Orden del León Neerlandés (Reino de los Países Bajos, 15/04/2025.).

## Ancestros
|  |                                      |  |  |  |  |  |  |  |  |  |  |  |  |  |  |  |
|  | 16. Turki bin Sa‘id                  |  |  |  |  |  |  |  |  |  |  |  |  |  |  |  |
|  |                                      |  |  |  |  |  |  |  |  |  |  |  |  |  |  |  |
|  |                                      |  |  |  |  |  |  |  |  |  |  |  |  |  |  |  |
|  | 8. Faisal bin Turki Al Sa‘id         |  |  |  |  |  |  |  |  |  |  |  |  |  |  |  |
|  |                                      |  |  |  |  |  |  |  |  |  |  |  |  |  |  |  |
|  |                                      |  |  |  |  |  |  |  |  |  |  |  |  |  |  |  |
|  | 17. una dama suri                    |  |  |  |  |  |  |  |  |  |  |  |  |  |  |  |
|  |                                      |  |  |  |  |  |  |  |  |  |  |  |  |  |  |  |
|  |                                      |  |  |  |  |  |  |  |  |  |  |  |  |  |  |  |
|  | 4. Taimur bin Faisal Al Sa‘id        |  |  |  |  |  |  |  |  |  |  |  |  |  |  |  |
|  |                                      |  |  |  |  |  |  |  |  |  |  |  |  |  |  |  |
|  |                                      |  |  |  |  |  |  |  |  |  |  |  |  |  |  |  |
|  | 18. Thuwaini bin Sa‘id               |  |  |  |  |  |  |  |  |  |  |  |  |  |  |  |
|  |                                      |  |  |  |  |  |  |  |  |  |  |  |  |  |  |  |
|  |                                      |  |  |  |  |  |  |  |  |  |  |  |  |  |  |  |
|  | 9. Aliya bint Thuwaini Al Sa‘id      |  |  |  |  |  |  |  |  |  |  |  |  |  |  |  |
|  |                                      |  |  |  |  |  |  |  |  |  |  |  |  |  |  |  |
|  |                                      |  |  |  |  |  |  |  |  |  |  |  |  |  |  |  |
|  | 19. Ghaliya bint Salim Al-Busaidiyah |  |  |  |  |  |  |  |  |  |  |  |  |  |  |  |
|  |                                      |  |  |  |  |  |  |  |  |  |  |  |  |  |  |  |
|  |                                      |  |  |  |  |  |  |  |  |  |  |  |  |  |  |  |
|  | 2. Tariq bin Taimur Al Sa‘id         |  |  |  |  |  |  |  |  |  |  |  |  |  |  |  |
|  |                                      |  |  |  |  |  |  |  |  |  |  |  |  |  |  |  |
|  |                                      |  |  |  |  |  |  |  |  |  |  |  |  |  |  |  |
|  | 5. Kamila Khanum                     |  |  |  |  |  |  |  |  |  |  |  |  |  |  |  |
|  |                                      |  |  |  |  |  |  |  |  |  |  |  |  |  |  |  |
|  |                                      |  |  |  |  |  |  |  |  |  |  |  |  |  |  |  |
|  | 1. Haitham bin Tariq Al Sa‘id        |  |  |  |  |  |  |  |  |  |  |  |  |  |  |  |
|  |                                      |  |  |  |  |  |  |  |  |  |  |  |  |  |  |  |
|  |                                      |  |  |  |  |  |  |  |  |  |  |  |  |  |  |  |
|  | 12. Ahmad Al-Busaidi                 |  |  |  |  |  |  |  |  |  |  |  |  |  |  |  |
|  |                                      |  |  |  |  |  |  |  |  |  |  |  |  |  |  |  |
|  |                                      |  |  |  |  |  |  |  |  |  |  |  |  |  |  |  |
|  | 6. Hamud bin Ahmad Al-Busaidi        |  |  |  |  |  |  |  |  |  |  |  |  |  |  |  |
|  |                                      |  |  |  |  |  |  |  |  |  |  |  |  |  |  |  |
|  |                                      |  |  |  |  |  |  |  |  |  |  |  |  |  |  |  |
|  | 3. Shawana bint Hamud Al-Busaidiyah  |  |  |  |  |  |  |  |  |  |  |  |  |  |  |  |
|  |                                      |  |  |  |  |  |  |  |  |  |  |  |  |  |  |  |
|  |                                      |  |  |  |  |  |  |  |  |  |  |  |  |  |  |  |
|  | 7. Al- Jalila                        |  |  |  |  |  |  |  |  |  |  |  |  |  |  |  |
|  |                                      |  |  |  |  |  |  |  |  |  |  |  |  |  |  |  |
|  |                                      |  |  |  |  |  |  |  |  |  |  |  |  |  |  |  |

| Predecesor: Qabus bin Sa‘id | Sultán de Omán 11 de enero de 2020-presente | Sucesor: En el cargo |